# Trithemis dejouxi
Trithemis dejouxi är en trollsländeart som beskrevs av Elliot C.G. Pinhey 1978. Trithemis dejouxi ingår i släktet Trithemis och familjen segeltrollsländor. Inga underarter finns listade i Catalogue of Life.

## Bildgalleri

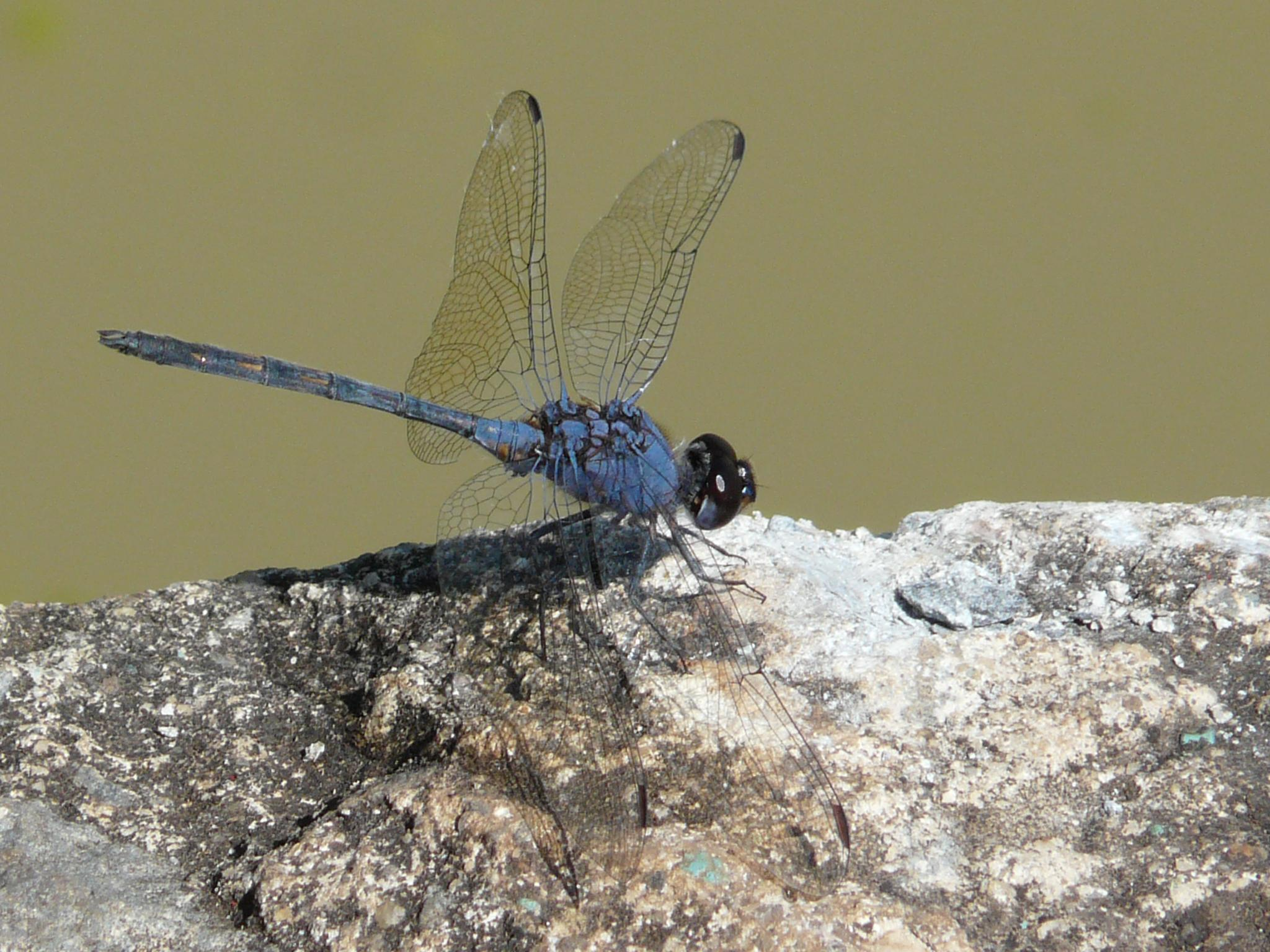